# Église Saint-Martin de Chambonas
L'église Saint-Martin de Chambonas dans le département de l'Ardèche est une église paroissiale classée au titre des monuments historiques.  

## Description
L’église Saint Martin de Chambonas est construite au début du XIIIe siècle. Furent alors édifiés : le chœur, la nef de deux travées et le porche. Une travée supplémentaire et le clocher seront ajoutés vraisemblablement au XVe siècle.
Le presbytère sera édifié au XVIIIe siècle par le prieur Claude Allier.

### Sculptures
Œuvres sculptées à l’extérieur de l’église :
- « lo desgobilhaïre »
- « lo cagaïre »
- boule fleurie d’une croix
- marteau
- l’ours
- « lo bofarèl »
- visage qui fait la trogne
- tête blessée
- sonneur de trompette
- « Lo podet »
- Instruments artisans
- genette
- sanglier
- poisson
- épi entre deux oiseaux
- amphisbène
- tête caprine
- saint Jean
- cordon où est inscrite une fleur

Œuvres sculptées à l’intérieur de l’église :
- feuille et visage sur un chapiteau nord
- calice et pichet sur l’abside
- tête couronnée
- tête couronnée sur la colonne sud
- fleur de lys sur la colonne sud
- blason de Naves sur le mur nord de la troisième travée

Détails de la frise de l'abside
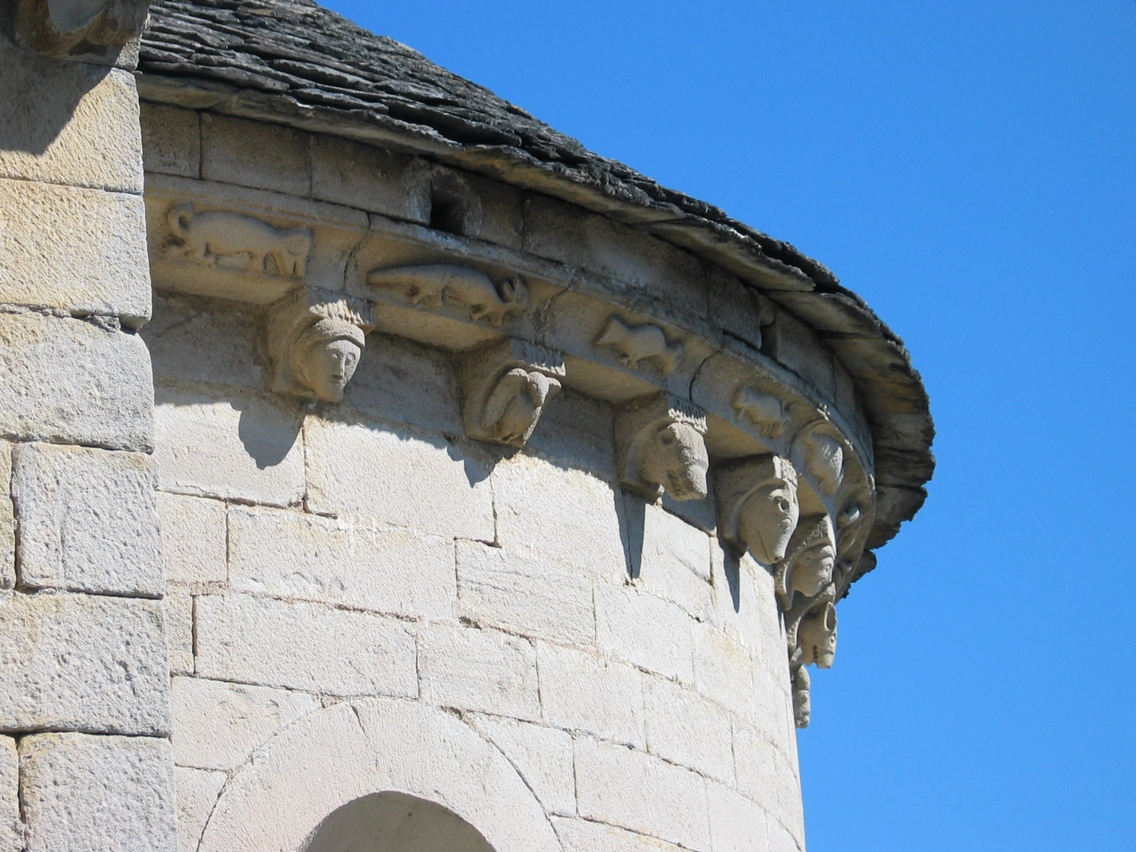
Détail.
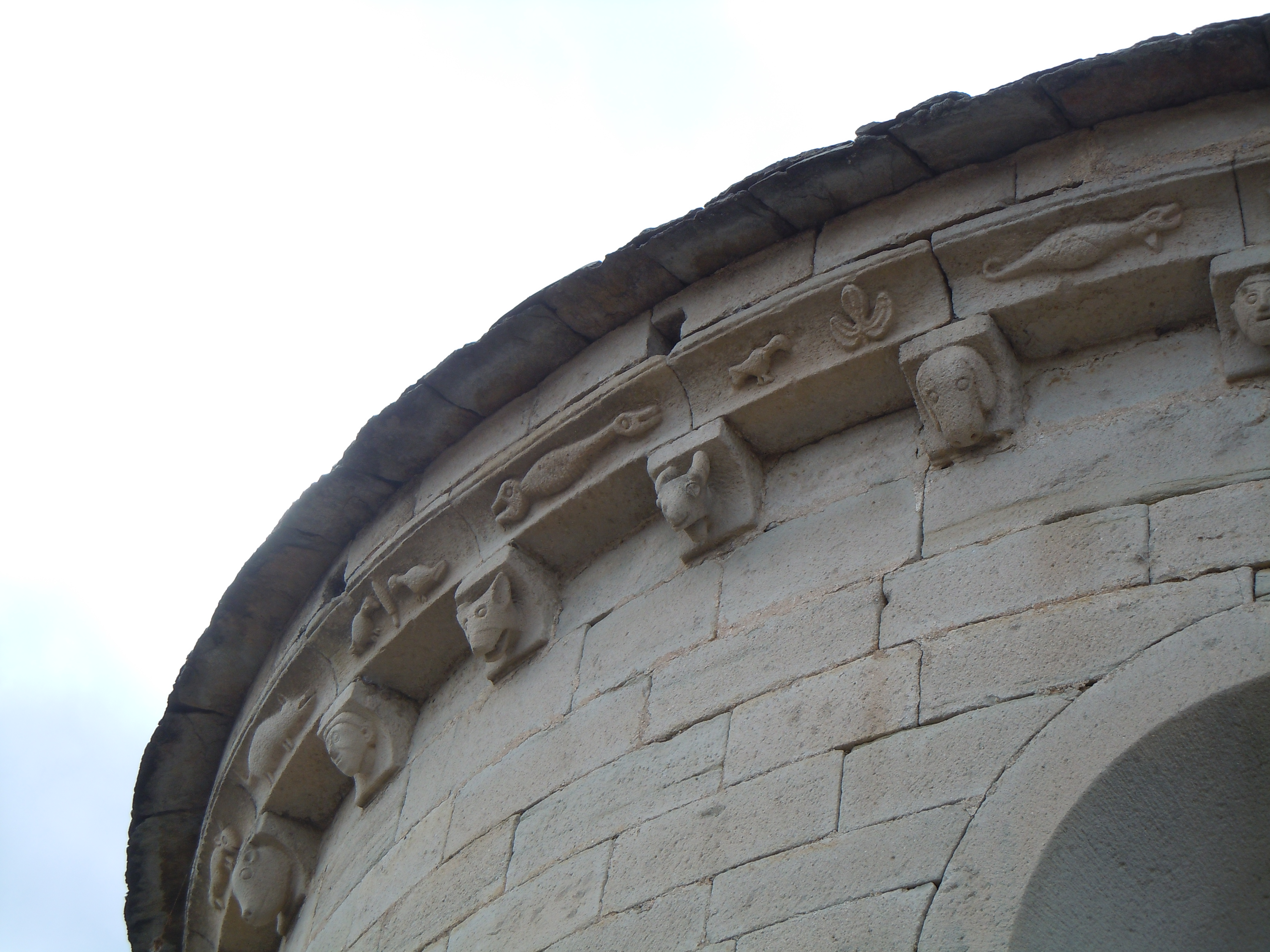
Épi entre deux oiseaux.
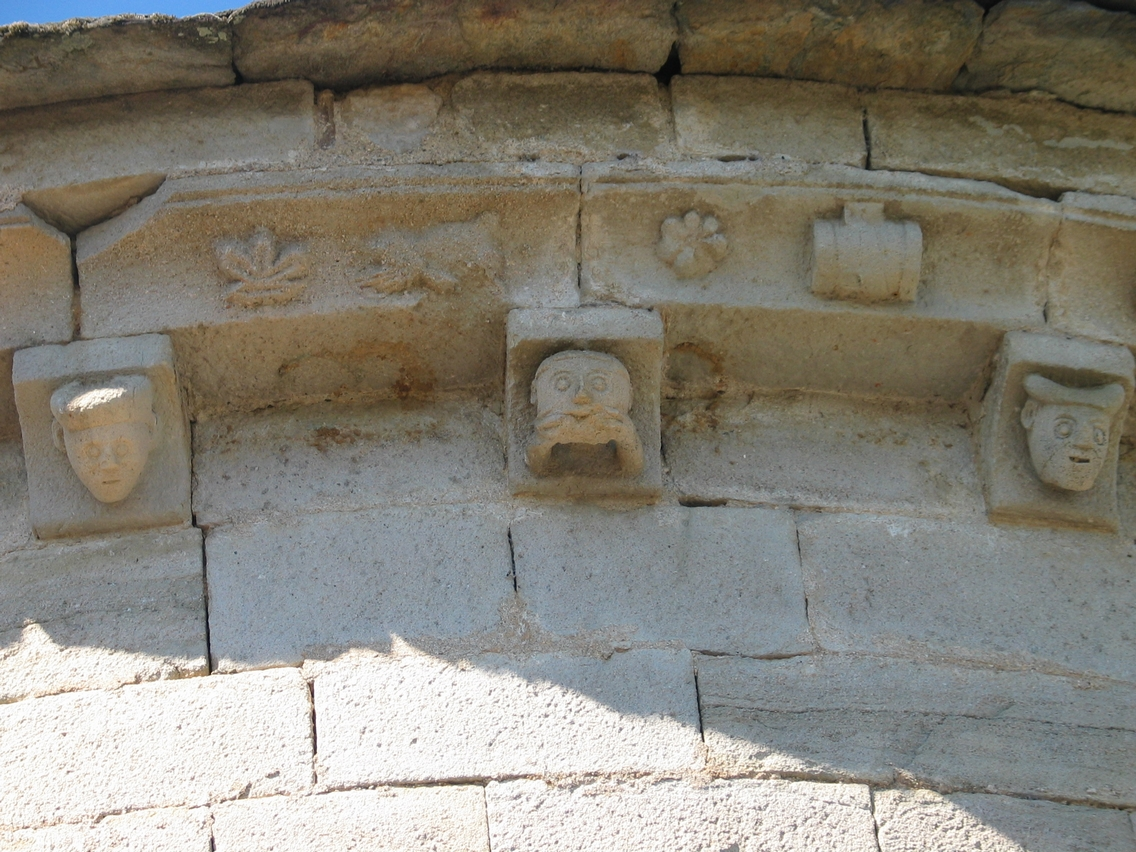
Détail.
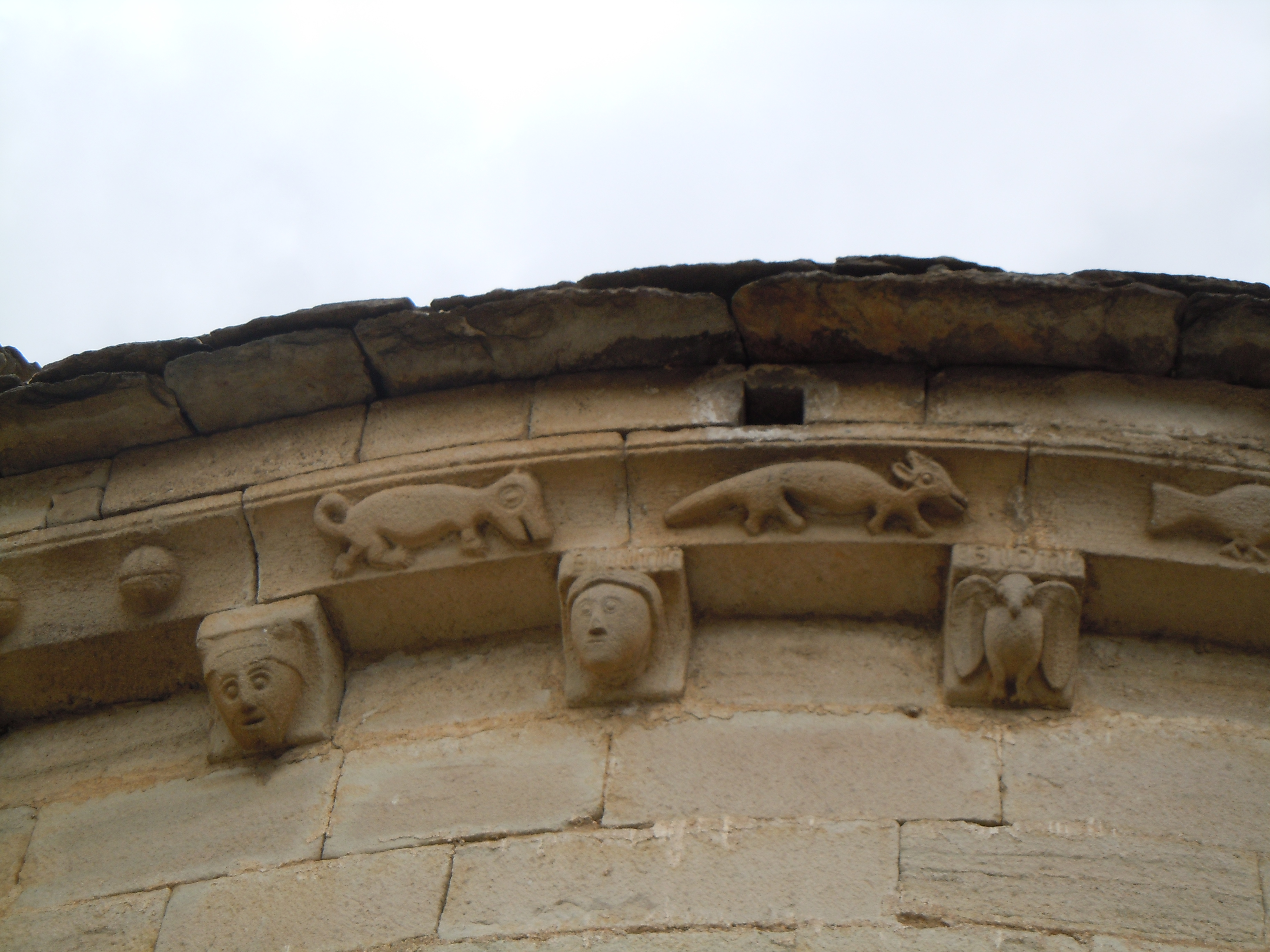
Partie centrale.
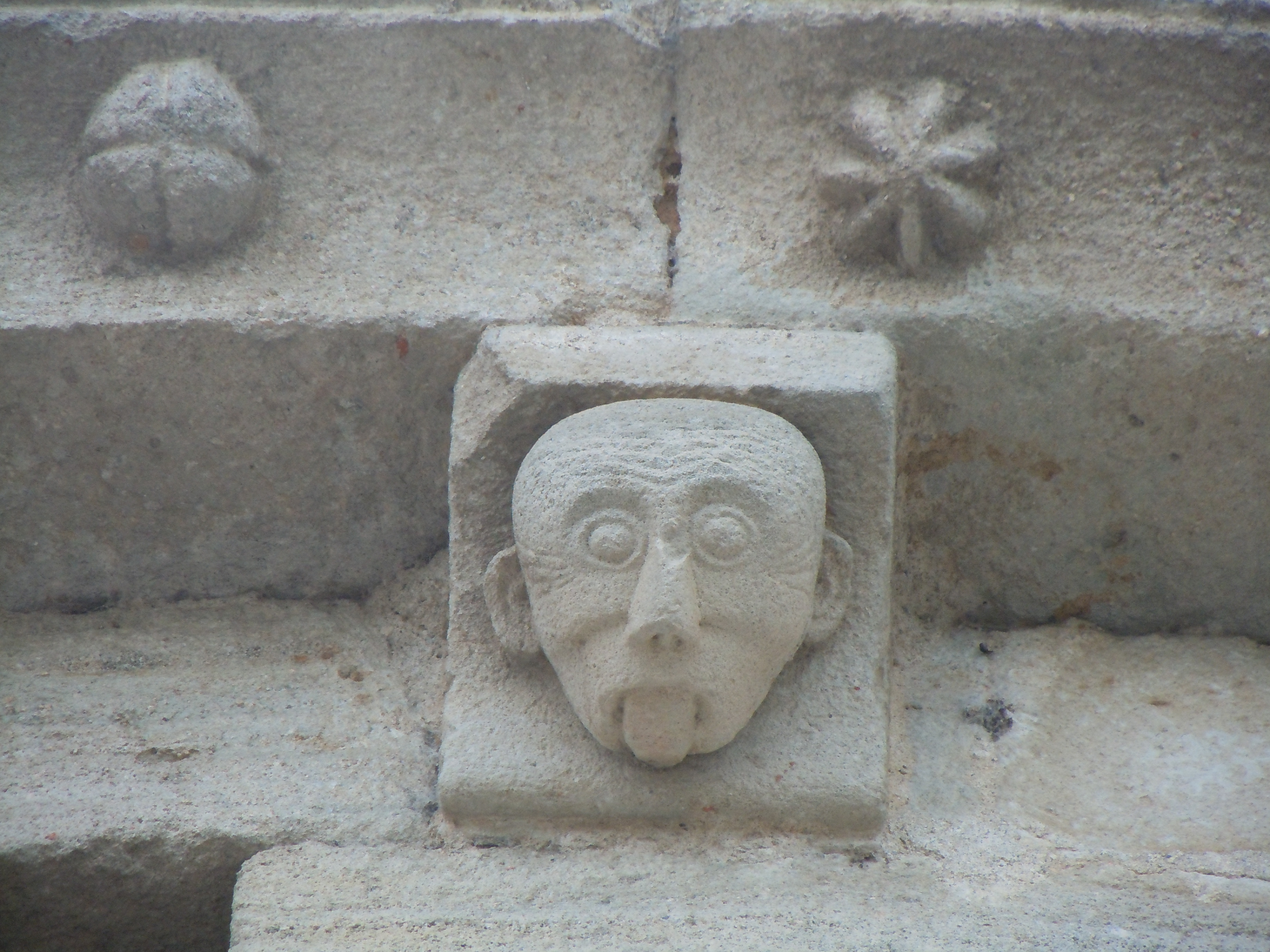
Personnage grimaçant.

## Classement

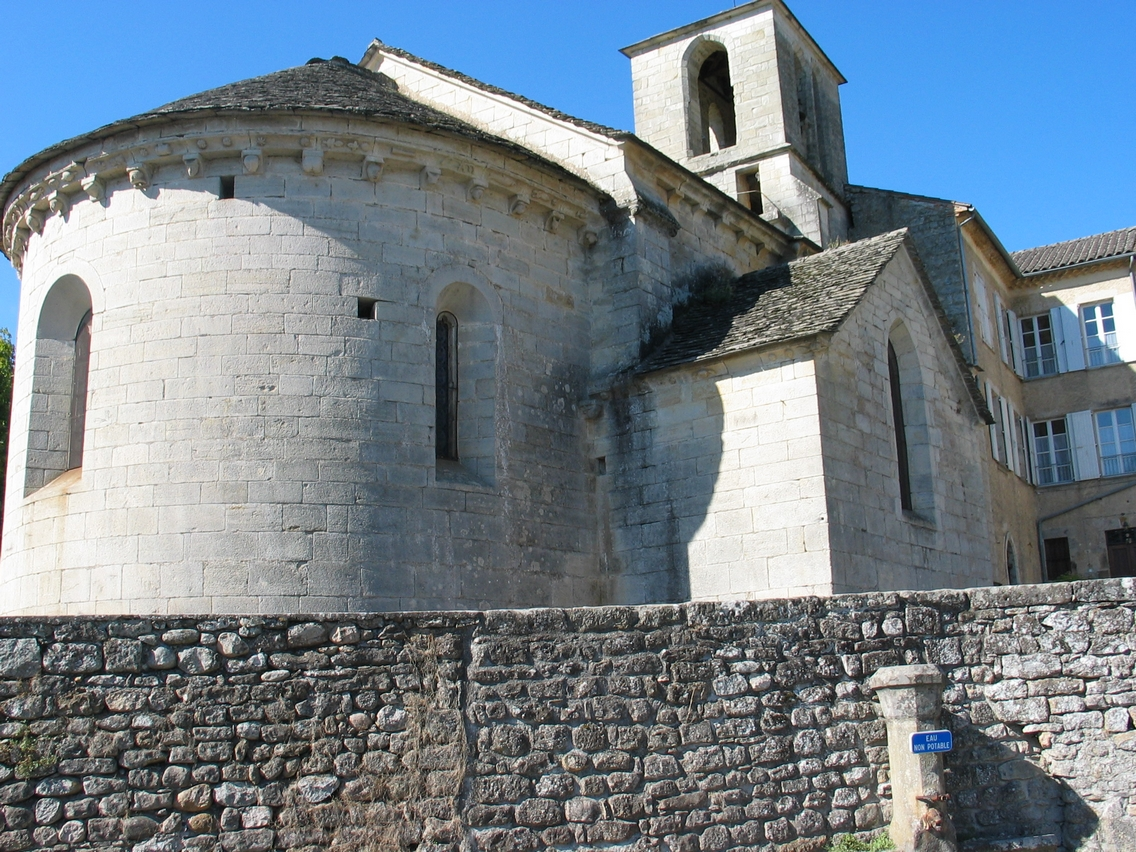
Vue de l'abside en cul-de-four.

L'église Saint-Martin de Chambonas fait l’objet d’un classement au titre des monuments historiques depuis le 5 août 1907.